# خليد بن قرة التميمي
خليد بن قرة اليربوعي التميمي (10 ق هـ - 55 هـ / 612م - 675م) أمير وقائد من بني يربوع بن حنظلة من بني تميم، وهو أمير خراسان في زمن الخليفة الراشدي علي بن أبي طالب بين عامي (37 هـ - 40 هـ) قال محمد بن جرير الطبري: «بعث علي بن أبي طالب بعد عودته من معركة صفين جعدة بن هبيرة المخزومي إلى خراسان، فانتهى إلى أبرشهر، وقد كفروا وامتنعوا، فقدم على علي، فبعث إليهم علي خليد بن قرة اليربوعي التميمي، فحاصر أهل نيسابور حتى صالحوه، وصالحه أهل مرو، وأصاب جاريتين من أبناء الملوك وبعث بهما إلى علي». وقال خليفة بن خياط: «وجه علي بن أبي طالب إلى خراسان عون بن جعدة المخزومي فردوهُ، فبعث إليها خُلَيد بن قُرَة التميمي».
وقال أبو حنيفة الدينوري: «لما دنى خليد بن قرة اليربوعي التميمي من خراسان بلغه أن أهل نيسابور خلعوا يدا من طاعه، وقدم عليهم بنت لكسرى من كابل، فمالوا معها، فقاتلهم خليد وهزمهم، وأخذ ابنة كسرى بأمان، وبعث بها إلى علي». وقال ابن الأثير الجزري: «خُلَيْدُ بْنُ قُرَّةَ الْيَرْبُوعِيُّ كان عَلَى خُرَاسَانَ في عهد علي بن أبي طالب».